# The Ring (revistă)
The Ring este o revistă americană de box care a fost publicată pentru prima dată în 1922 ca revistă de box și wrestling. Când legitimitatea sportivă a wrestlingului profesionist a intrat mai mult în discuție, Ring a devenit exclusiv o publicație orientată spre box. Revista este deținută în acest moment de compania Golden Boy Enterprises a lui Oscar De La Hoya.